# Fran Lebowitz

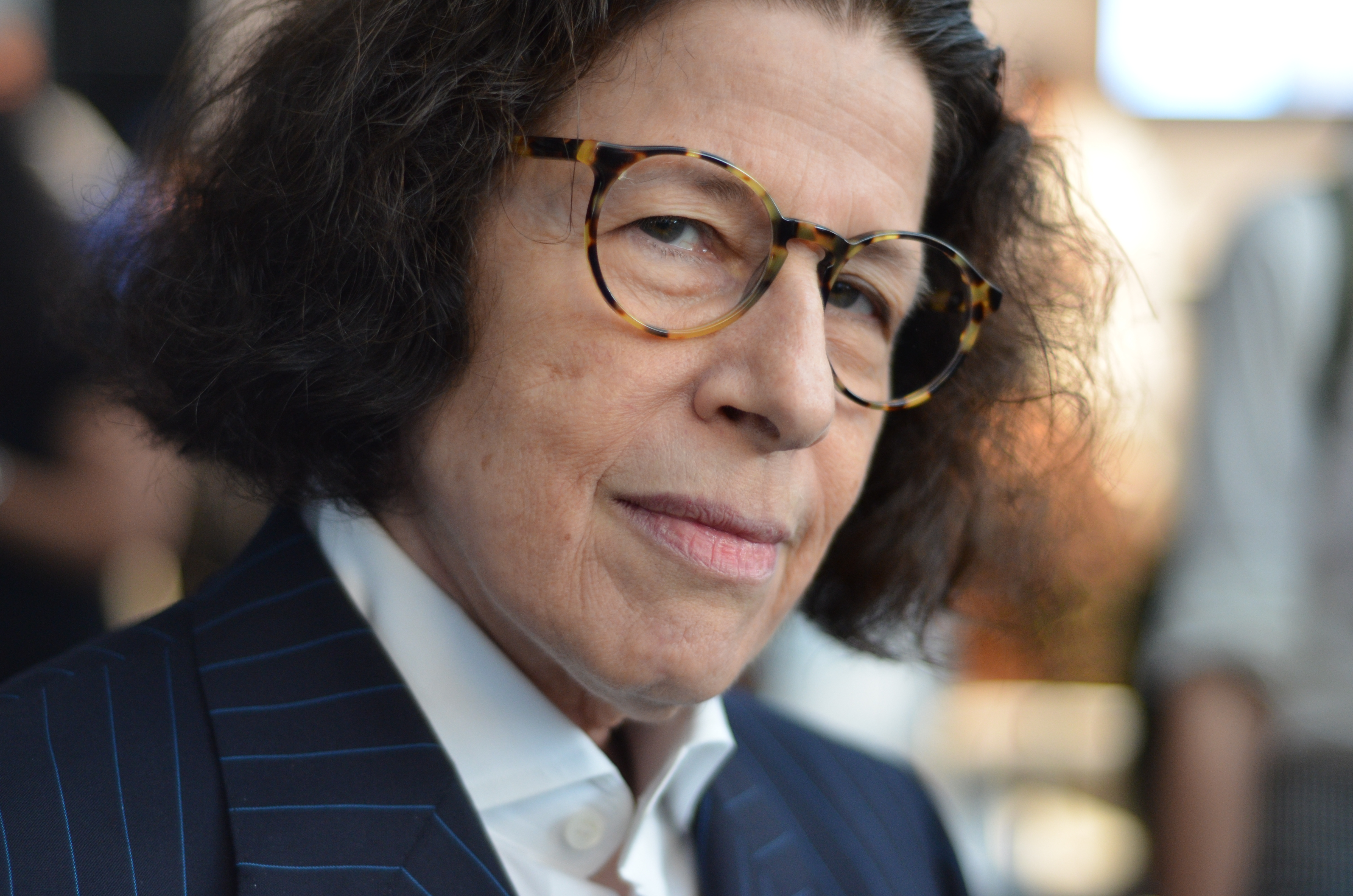
Fran Lebowitz (2011)

Frances Ann „Fran“ Lebowitz (* 27. Oktober 1950 in Morristown, New Jersey) ist eine US-amerikanische Schriftstellerin und öffentliche Rednerin.

## Leben
Nach ihrem Highschool-Abschluss arbeitete sie in mehreren Jobs, dann als Kolumnistin für Warhols Zeitschrift Interview. Anschließend arbeitete sie als Journalistin für Mademoiselle. Mit Metropolitan Life (1978) und Social Studies (1981) veröffentlichte sie zwei sardonische Essaysammlungen. Beide wurden später 1994 mit einem neuen Vorwort als The Fran Lebowitz Reader neu veröffentlicht. Seit Februar 1997 arbeitet sie für die Zeitschrift Vanity Fair.
Aufgrund einer über Jahre andauernden Schreibblockade arbeitet Lebowitz vorwiegend als öffentliche Rednerin.
In der Fernsehserie Law & Order spielte sie von 2001 bis 2007 die Richterin Janis Goldberg sowie später auch in einer Folge der Spin-off-Serie Criminal Intent – Verbrechen im Visier. Auch in Martin Scorseses The Wolf of Wall Street war sie 2013 in der Rolle einer Richterin zu sehen.
Martin Scorsese porträtierte Lebowitz 2010 im HBO-Dokumentarfilm Public Speaking und 2020 in der siebenteiligen Doku-Miniserie Pretend It’s a City in New York.

## Werke
- Metropolitan Life, Dutton, 1978. ISBN 978-0-525-15562-1
- Social Studies, Random House, 1981. ISBN 978-0-394-51245-7
- The Fran Lebowitz Reader, Vintage Books, 1994, ISBN 978-0-679-76180-8
  - deutsch: New York und der Rest der Welt, Rowohlt Berlin, 2022, ISBN 978-3-7371-0143-1
- Mr. Chas and Lisa Sue Meet the Pandas, Knopf, 1994. ISBN 978-0-679-86052-5
  - deutsch: Mr. Chas und Lisa Sue treffen die Pandas, mit Illustrationen von Ralf König, übersetzt von Willi Winkler, Rowohlt Berlin, 2023, ISBN 978-3-7371-0176-9